# Juan Carlos Ferrando
Juan Carlos Ricardo Ferrando Ferrando (Lima, 2 de marzo de 1951-Jequetepeque, La Libertad, 5 de mayo de 2020) fue un activista LGBT y pionero del arte drag queen en Perú.

## Biografía
Fue el hijo menor del popular presentador Augusto Ferrando. Este vínculo con la televisión le llevó a estudiar producción de cine y televisiva con la BBC. Debido a cuestiones laborales, residió en Suiza, Alemania, Costa Rica, Colombia, Inglaterra y Estados Unidos.

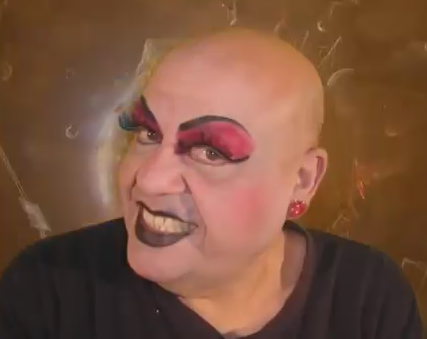
Juan Carlos Ferrando como drag queen.

Con 22 años se inició en el mundo drag queen, apoyado por su padre, quien le dio un espacio dentro de su espectáculo televisivo Trampolín a la fama y La Peña Ferrando. En el año 2000 salió del armario en una entrevista con Beto Ortiz. Incursionó en el teatro bajo la dirección de Diego La Hoz.
En 2002 organizó junto al Movimiento Homosexual de Lima la primera marcha del orgullo gay en Perú, celebrada en Lima.
En 2014, con 63 años, se mudó con Alfredo Caballero Rayter (?-2023), su pareja durante más de 35 años, a la provincia de Pacasmayo.
Falleció a los 69 años en su residencia de Jequetepeque el 5 de mayo de 2020 por complicaciones de su diabetes.

## Teatro
- 2000-2007 Mal-criadas bajo la dirección de Diego La Hoz
- 2000: Casualmente de negro
- 2001: Mari.com" bajo la dirección de Diego La Hoz
- 2009: Hairspray[6]

## Filmografía
- Maricones (2005)